# Oskar Freiherr Lochner von Hüttenbach

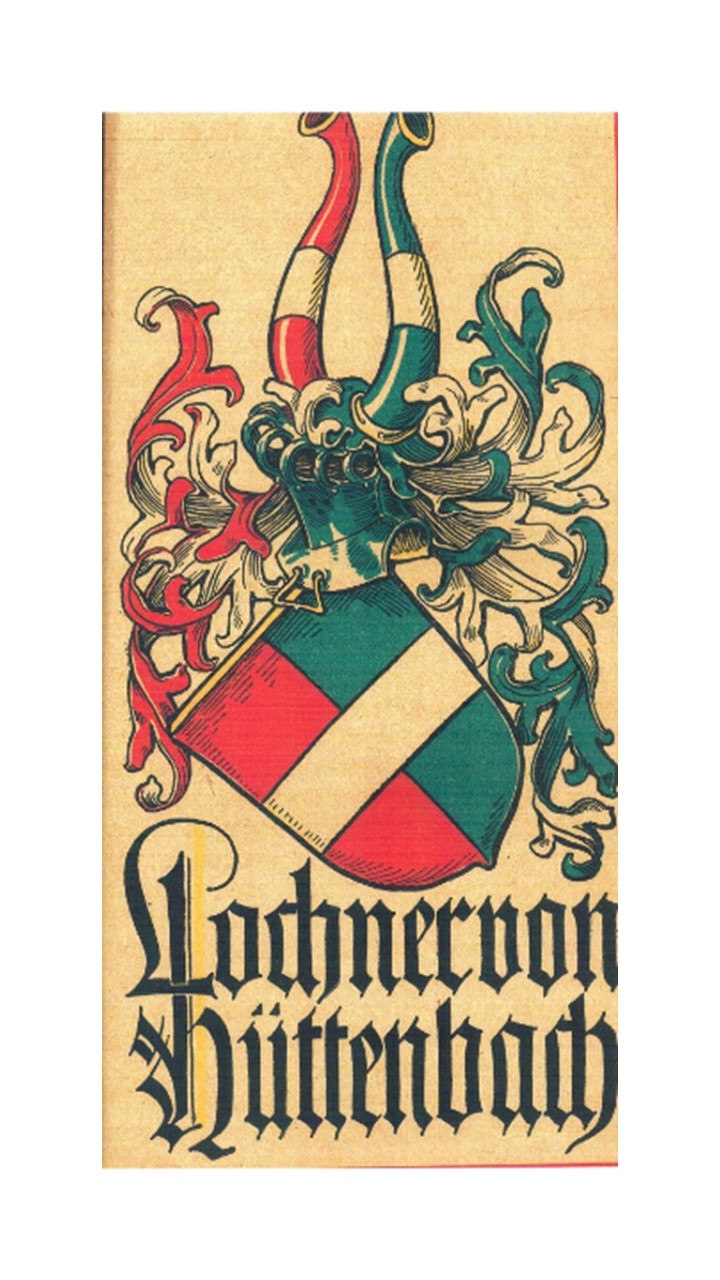
Wappen der Lochner von Hüttenbach durch Otto Hupp, 1921 im Münchner Kalender veröffentlicht

Oskar Freiherr Lochner von Hüttenbach (* 9. November 1868 in Regensburg; † 8. Juli 1920 in Eichstätt) war ein deutscher Lokalhistoriker und Schriftsteller.

## Leben
Oskar Freiherr Lochner von Hüttenbach war der Sohn des Königlich-Bayerischen Kammerjunkers und Postbeamten Anselm Freiherr Lochner von Hüttenbach (1831–1910) und seiner Gattin Sophie geb. von Schlägel (1834–1902), Tochter des bayerischen Generalmajors Maximilian von Schlägel. Sein älterer Bruder war der Land- und Forstwirt Maximilian Freiherr Lochner von Hüttenbach (1859–1942).
Er besuchte in Fürth die Volksschule und in Lindau die Lateinschule, dann bis 1887 das Gymnasium bei Sankt Stephan in Augsburg. Er studierte 1888–90 an den Kgl. Lyzeen in Augsburg und Dillingen Philosophie und Theologie, dann in München Theologie und – auch nach seiner Priesterweihe 1891 – Geschichte und Kunstgeschichte. 1893 wurde er bei Berthold Riehl mit einer Arbeit zur Jesuitenkirche in Dillingen in Kunstgeschichte promoviert.
Lochner wurde 1893 Professor am Bischöflichen Lyzeum Eichstätt und hielt Vorlesungen über Geschichte, Kunstgeschichte und Literatur. Er verfasste zahlreiche lokalhistorische Abhandlungen und Theaterstücke für katholische Volksbühnen.
1893 wurde Lochner Unterstützer und Mitglied der gerade gegründeten katholischen Studentenverbindung Akademia-Eichstätt im KV, die 1910 unter dem Namen K.St.V. Rheno-Frankonia nach Würzburg verlegt wurde. Lochner engagierte sich bei diesen Verbindungen, hielt Festreden und entwarf das Wappen der Rheno-Frankonia.
1897/98 konnte Lochner durch ein halbes Reisestipendium des Deutschen Archäologischen Instituts für Gymnasiallehrer eine Studienreise durch Italien und Griechenland machen.

## Veröffentlichungen

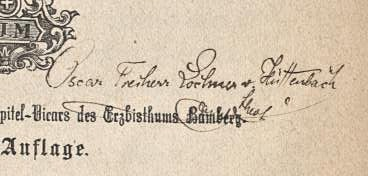
Eigene Unterschrift

- Die Jesuitenkirche zu Dillingen. Ihre Geschichte und Beschreibung mit besonderer Berücksichtigung des Meisters ihrer Fresken Christoph Thomas Scheffler (1700–1756). Ein Beitrag zur Kunstgeschichte des 17. und 18. Jahrhunderts, Stuttgart 1895 (= Dissertation von 1893)
- Bayrische Wandgemälde des XIV. und XV. Jahrhunderts. Stuttgart 1894